# Brzóza Królewska

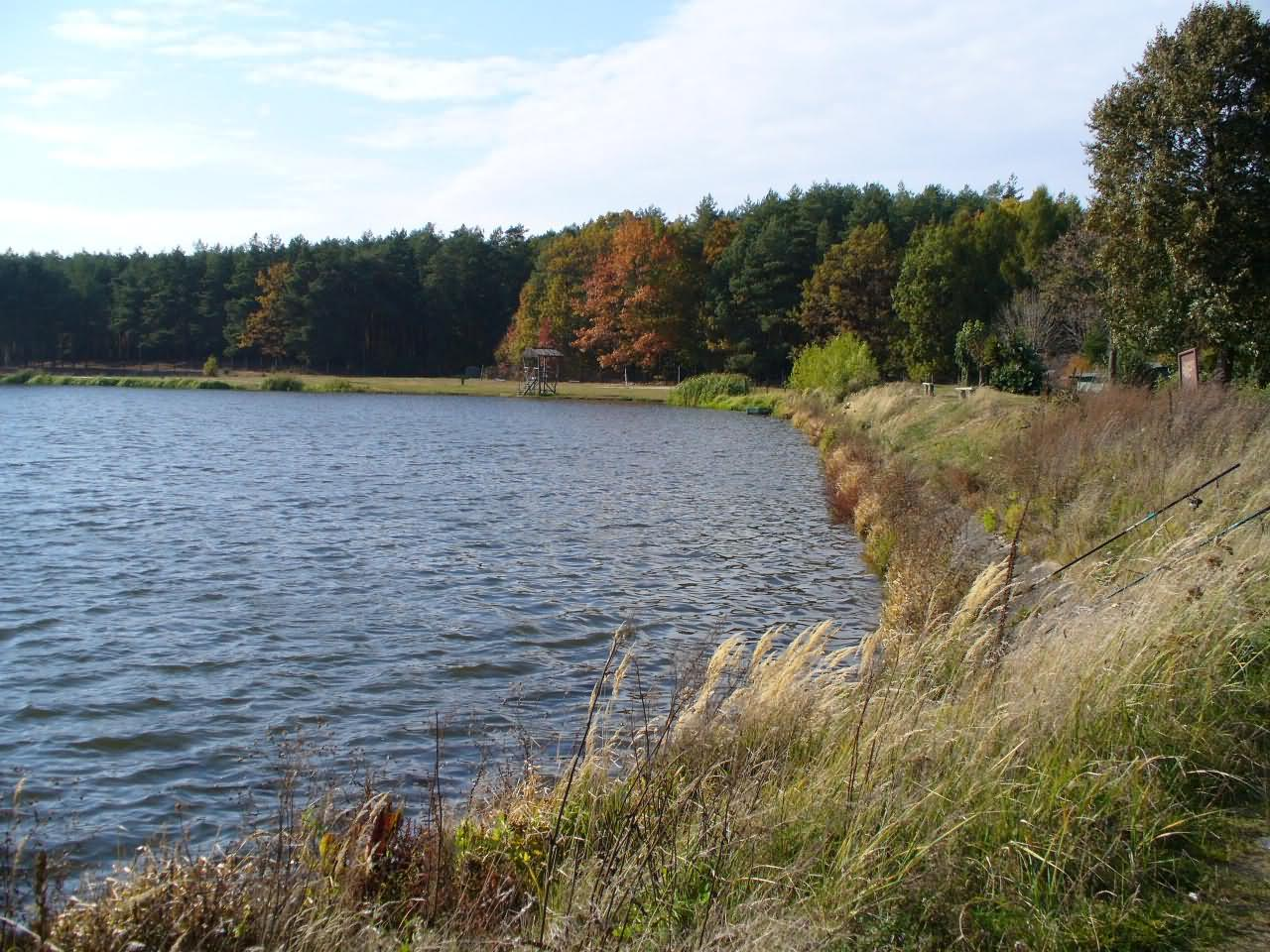
Zalew

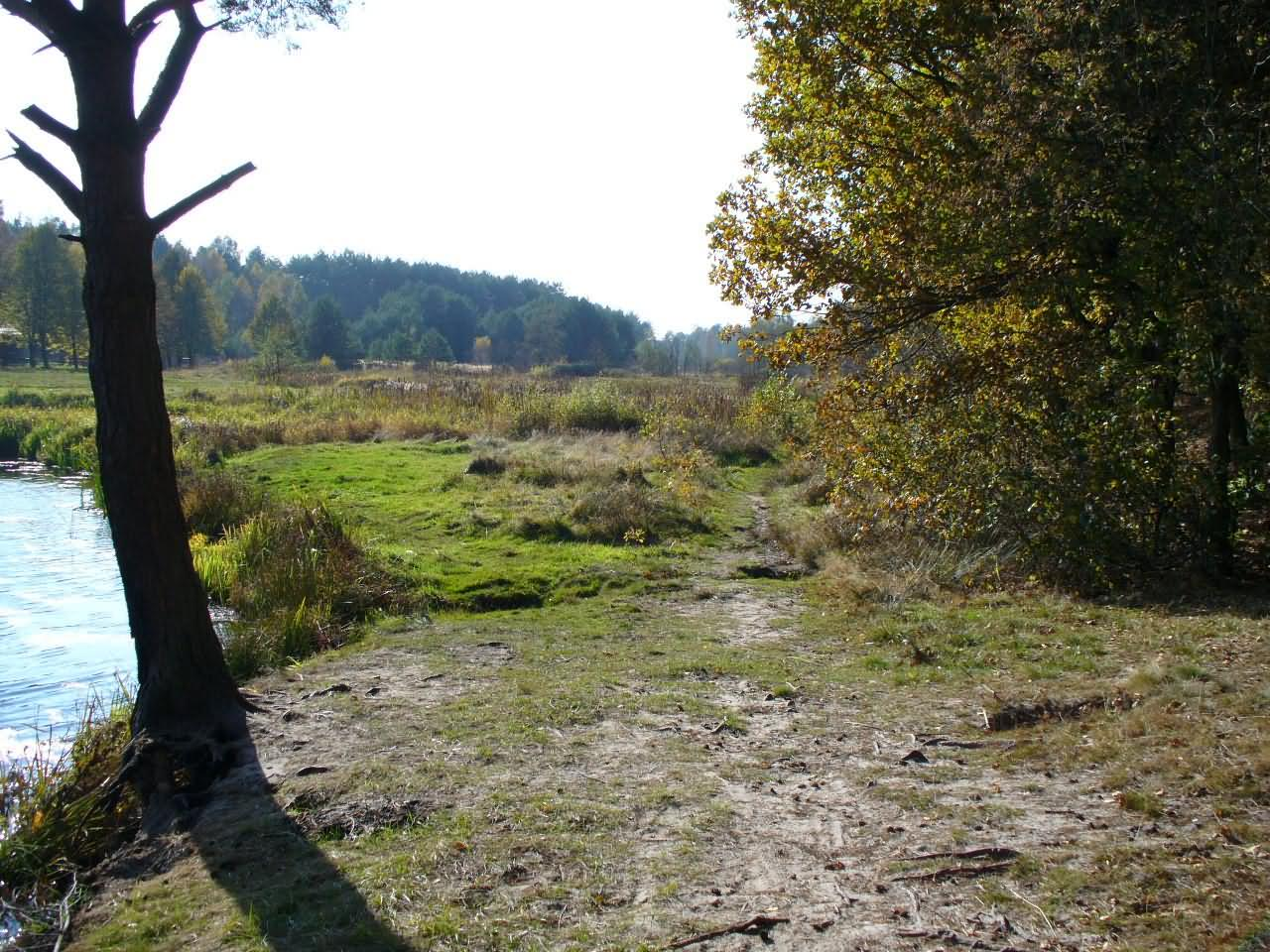
Rozlewiska

Brzóza Królewska – wieś w Polsce położona w północno-wschodniej części województwa podkarpackiego, w powiecie leżajskim, w gminie Leżajsk, w odległości 9 km na zachód od Leżajska.
Wieś królewska położona na przełomie XVI i XVII wieku w powiecie przemyskim ziemi przemyskiej województwa ruskiego, w drugiej połowie XVII wieku należała do starostwa leżajskiego. W latach 1954–1972 wieś należała i była siedzibą gromady Brzoza Królewska. W latach 1975–1998 miejscowość położona była w województwie rzeszowskim. W latach 1973–1976 miejscowość była siedzibą gminy Brzóza Królewska. Miejscowość jest siedzibą rzymskokatolickiej parafii św. Jana Chrzciciela należącej do dekanatu Leżajsk II w archidiecezji przemyskiej.
Brzóza Królewska cechuje się zwartą zabudową i ma układ południkowy. Sąsiaduje z: Maleniskami od wschodu, z Huciskiem i Wolą Żarczycką od północy, z Wólką Niedźwiedzką od zachodu, z Biedaczowem i Brzózą Stadnicką od południa.

## Części wsi
| SIMC    | Nazwa      | Rodzaj    |
| ------- | ---------- | --------- |
| 0653446 | Bednarze   | część wsi |
| 0653452 | Flisy      | część wsi |
| 0653469 | Góra       | część wsi |
| 0653475 | Górka      | część wsi |
| 0653481 | Kmiecie    | część wsi |
| 0653498 | Kudłacz    | część wsi |
| 0653506 | Piaski     | część wsi |
| 0653512 | Podbór     | część wsi |
| 0653529 | Podkarczma | część wsi |
| 0653535 | Podlas     | część wsi |
| 0653541 | Podsośnina | część wsi |
| 0653558 | Sroki      | część wsi |
| 0653564 | Stępnie    | część wsi |
| 0653570 | Sypy       | część wsi |
| 0653587 | Zagrody    | część wsi |

## Historia
Brzóza Królewska została odnotowana już w 1565 roku jako łowisko leśne „za brzozą” (przy czym obszar ten pozostawał niezamieszkany, polowali tu m.in. tacy królowie jak: Kazimierz Wielki, Władysław Jagiełło czy Zygmunt Stary). Wcześniej, bo w 1409 roku w akcie Codex diplomaticus Poloniae król Władysław Jagiełło ufundował w Leżajsku parafię. Następnie zatwierdził akt założenia wsi Giedlarowa, której zasadźcą został Mikołaj Giedlar. W 1439 roku parafia giedlarowska obejmowała tylko rejon Giedlarowej; później włączono do niej także dwie nowe wsie Brzózę Królewską i Biedaczów.
Na początku XVII wieku tereny, na których obecnie położona jest wieś, były jedną z aren walk pomiędzy dwoma okolicznymi magnatami: Łukaszem Opalińskim – starostą leżajskim i Stanisławem Stadnickim zwanym „Diabłem” – panem na Łańcucie. Stadnicki znany był ze swojego „warcholstwa” w całym kraju, jego łupem padły liczne wsie i miasta, a on sam stał się postrachem dla mieszczan i chłopów mieszkających w jego dobrach. Po wyborze Zygmunta III Wazy Stadnicki otwarcie opowiedział się przeciwko niemu i wziął aktywny udział w rokoszu Zebrzydowskiego. Opaliński będący starostą leżajskim od 1590 postanowił rozprawić się z „Diabłem łańcuckim”, na początku jednak poniósł sromotną klęskę w 1607 roku pod Łukowem, gdzie ledwo ocalił swe życie. Później wojska starosty zdobyły i spaliły zamek Stadnickiego w Łańcucie. On sam jednak nie dał za wygraną i przy pomocy posiłków ściągniętych z Węgier (Stadnicki walczył tam wcześniej z Turkami razem z armią cesarską) zaczął się mścić za najazd na swe dobra, jego pochód znaczyły łuny pożarów, wiele wsi i miast zostało splądrowanych. W końcu Stanisław Stadnicki został zastrzelony w jednej z potyczek. Jednak niechlubną tradycję „Diabła” kontynuowali jego synowie – Władysław i Zygmunt. I tak samo jak ojciec prowadzili rozbójnicze życie. Jednak Opaliński wyciągnął rękę na zgodę Stadnickim i zaoferował im zawarcie porozumienia oraz wręczenie sumy 20 tys. złotych. Doszło do spotkania między zwaśnionymi stronami, na którym ustalono granice pomiędzy starostwem leżajskim a dobrami łańcuckimi. Linię graniczną wytyczono na brodzie Zerwańskim, Zygmunt Stadnicki w czasie spotkania przebrnął na jedną stronę brodu i skierował się ku wyniosłej brzozie wycinając na niej ostrzem literę S – na oznaczenie Stadnickich (stąd nazwę wzięła miejscowość Brzóza Stadnicka), Opaliński udał się na druga stronę brodu i na przeciwległej brzozie wyciął literę K – dla oznaczenia dóbr królewskich, które stanowiły starostwo leżajskie i stąd właśnie swoją nazwę wzięła Brzóza Królewska.
Miejsce to początkowo stanowiło schronienie dla okolicznej ludności w czasie licznych w tym okresie najazdów tatarskich oraz w czasie innych konfliktów (powstania kozackie, wojny szwedzkie). Życie na tych terenach było ciężkie, głównie ze względu na słabe gleby. Natomiast bogactwem były okalające wieś lasy, bogate w zwierzynę, jagody i grzyby, które dawały pracę przy karczunku wielu mieszkańcom. Z biegiem czasu liczba mieszkańców zwiększała się, głównie dzięki okresowi wolnizny, jaki uzyskiwali nowi osadnicy od starosty leżajskiego Łukasza Opalińskiego. Został on zagwarantowany w dekrecie królewskim zezwalającym Opalińskiemu na założenie nowej osady. Początkowo zabudowania były nieliczne, a chaty ubogie i niskie. Wraz z nowymi osadnikami powstały młyn, tartak, a później i karczma. Pod koniec XVIII wieku wieś liczyła już 1,5 tysiąca mieszkańców.
W 1830 roku Brzóza stała się siedzibą parafii rzymskokatolickiej. W 1914 pierwotny drewniany kościółek, z inicjatywy ks. Jakuba Szurleja, został zastąpiony świątynią murowaną. W 1889 powstała pierwsza niewielka drewniana szkoła, nowy wybudowano w 1967 roku. W czasie II wojny światowej wieś względnie nie ucierpiała. Niemcy wywieźli jedynie pewną liczbę osób na roboty przymusowe oraz rozstrzelali rodzinę Kazaków (Sebastiana i Katarzynę) za ukrywanie Żydów.

## Wiadomości ogólne
Miejscowość jest położona pomiędzy lasami będącymi pozostałością po Puszczy Sandomierskiej (sama miejscowość leży w charakterystycznym zagłębieniu otoczonym piaszczystymi wzniesieniami Płaskowyżu Kolbuszowskiego). Jej część została włączona do utworzonego w 1992 roku Brzóźniańskiego Obszaru Chronionego Krajobrazu (11 800 ha - 75% jego powierzchni stanowią lasy) z rezerwatem torfowiskowym „Suchy Łuk”. W miejscu połączenia potoku Tartacznego i rzeki Tarlaka utworzono zbiornik przeciwpożarowy zwany „zalewem”. Znajduje się tu pole kempingowe oraz domki letniskowe.
Rezerwat „Suchy Łuk” powstał w 1990 roku ze względu na znajdujące się w nim śródleśne torfowisko i okalający je las o łącznej powierzchni 9,97 ha. Samo torfowisko należy do typu torfowisk wysokich i leży w centrum rezerwatu, w niedużym zagłębieniu otoczonym piaszczystymi wyniosłościami pokrytymi lasem (jest to las sosnowy z fragmentami boru błotnego). Charakterystyczne rośliny dla tego rezerwatu to m.in. wełniaki, turzyce, bagno zwyczajne, żurawina błotna, rosiczki, mchy i torfowce.

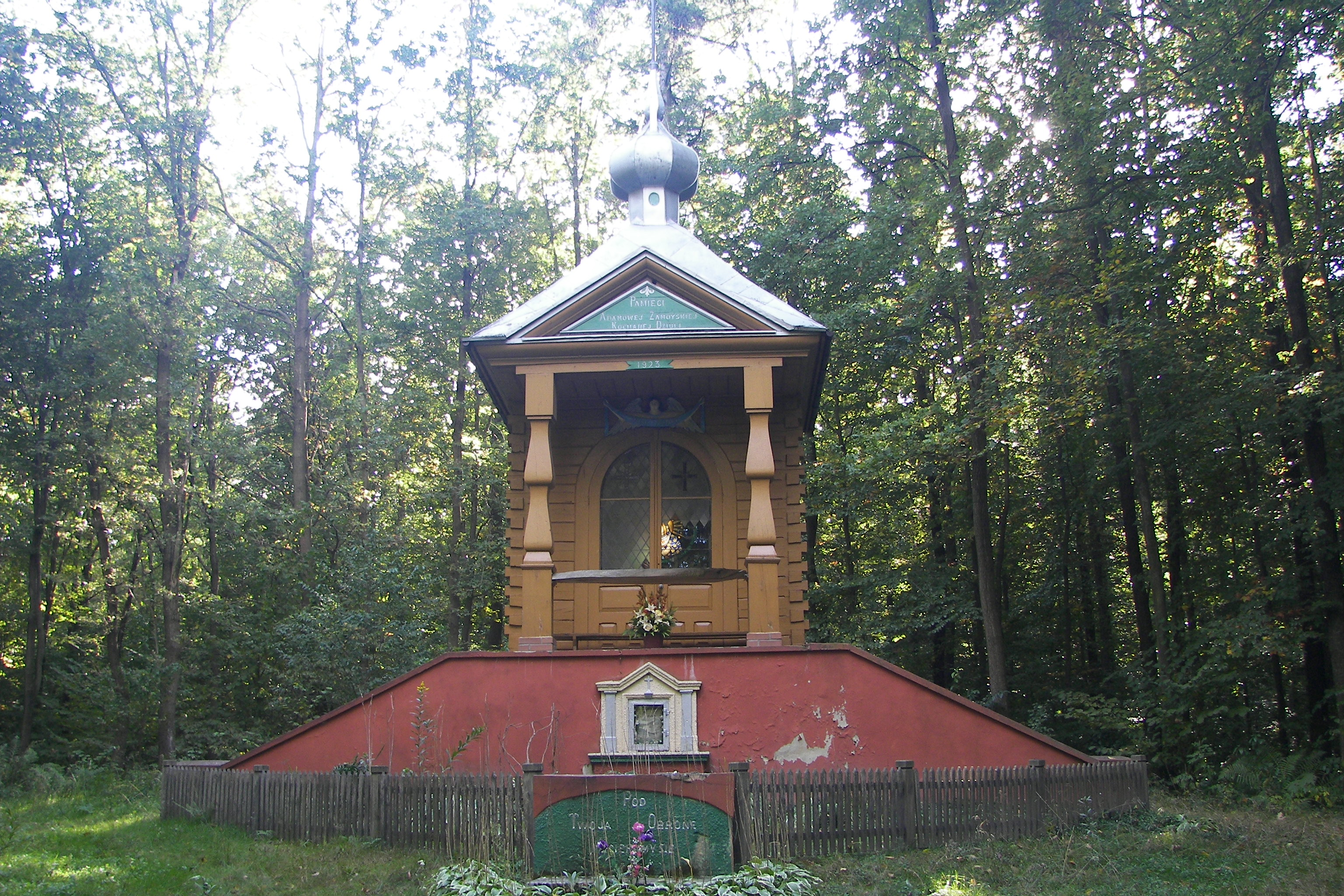
Kaplica poświęcona pamięci Julii Zamoyskiej

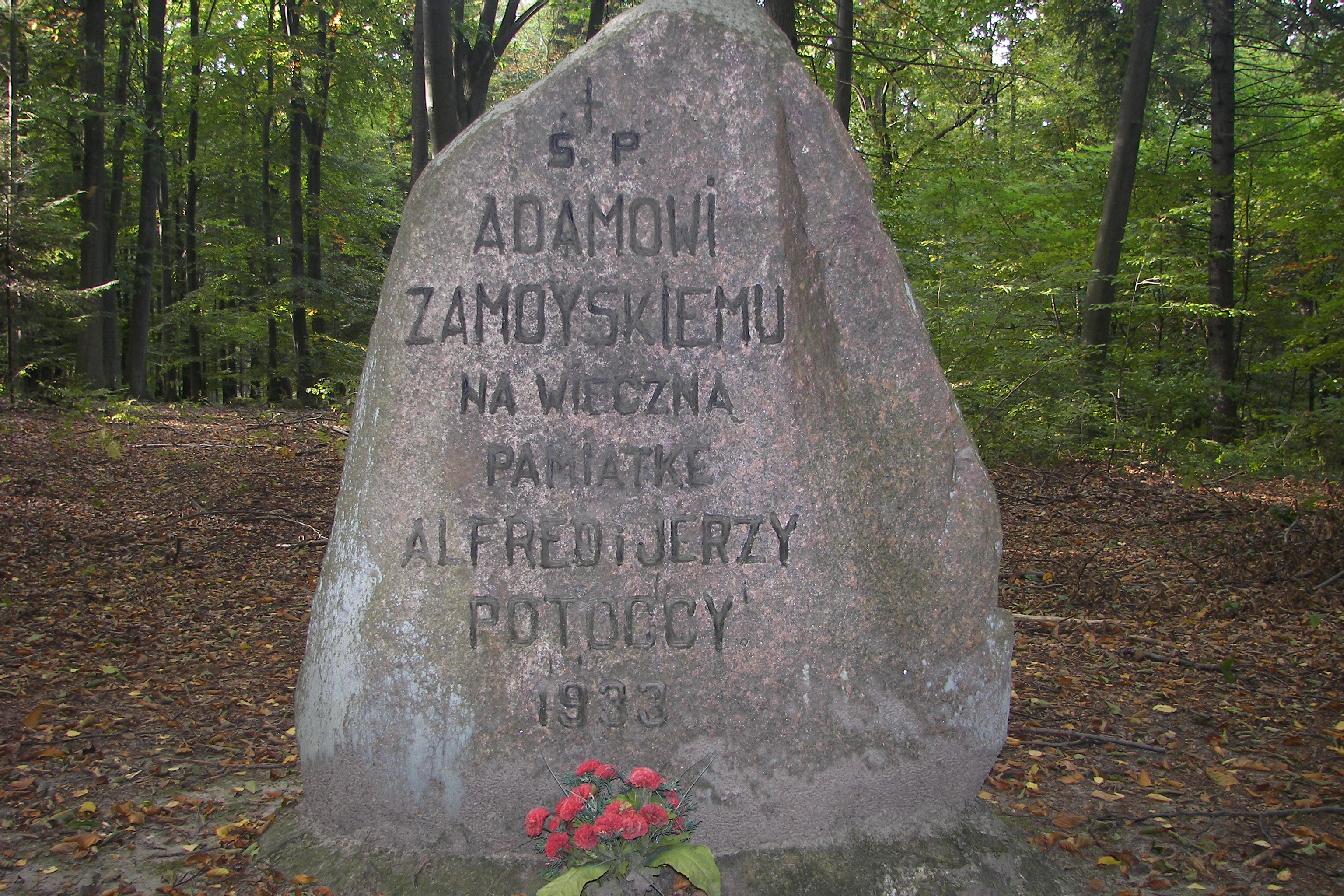
Głaz pamięci Adama Zamoyskiego

Jedną z części wsi jest tzw. Kudłacz (leżący po południowej stronie Brzózy Królewskiej). Tę samą nazwę nosi także opuszczona już gajówka położona na rozłożystej polanie w głębi lasu i sąsiadujące z nią uroczysko. Nieopodal gajówki przepływa niewielki strumyk. W odległości ok. 1,5 km od leśniczówki, za rozwidleniem leśnych ścieżek, znajdują się stare stawy będące jedną z części uroczyska Kudłacz. Stawy zostały utworzone wzdłuż doliny małego strumienia, mającego swe źródła kilometr dalej. Wyżej położone zbiorniki wyschły ze względu na przerwanie grobel. Na brzegach stawów widoczne są pnie ściętych lub ponadgryzanych przez bobry drzew. Zwierzęta te zostały sprowadzone tu z Suwalszczyzny w 1991 roku, dobrze się zadomowiły i wydały liczne potomstwo, osiedlając się także w dolinie Tarlaki. Za ostatnim stawem leśny trakt prowadzi do pamiątkowego głazu i kaplicy. Głaz został ustawiony przez Alfreda i Jerzego Potockich i poświęcony jest pamięci Adama Zamoyskiego, który podobno miał umrzeć śmiercią tragiczną podczas polowania. Dalej, na kopcu stoi drewniana kaplica poświęcona pamięci Julii Zamoyskiej z napisem na fasadzie „Pamięci Adamowej Zamoyskiej Kochanej Dziuli”, wybudowana w 1923, a odnowiona w 1991 roku.
Inne miejsca to leżący w pobliżu wsi pałacyk myśliwski w Julinie, należący dawniej do hrabiów Potockich. Urokliwym miejscem jest także aleja modrzewiowa okalająca część drogi na trasie Leżajsk – Mielec.
Brzóza Królewska to typowa miejscowość o charakterze rolniczym, z pewnym udziałem branży turystycznej. Duża część jej mieszkańców znajduje zatrudnienie w pobliskim Leżajsku. Istnieją tam takie placówki edukacyjne jak: przedszkole, szkoła podstawowa.
Funkcjonuje dom pomocy społecznej. Z większych przedsiębiorstw należy wymienić piekarnię oraz ośrodek wypoczynkowy. Przez Brzózę Królewską przechodzi też szlak rowerowy Green Velo.
Na terenie miejscowości od 19 lutego 2011 roku działa Stowarzyszenie Rozwoju Wsi Brzóza Królewska. Stowarzyszenie ma na celu wspieranie wszelkich inicjatyw i działań służących rozwojowi wsi Brzóza Królewska, jak również poprawy, jakości życia jej mieszkańców.
Działają także: „Brzozoki” – zespół folklorystyczny oraz orkiestra dęta z Ochotniczej Straży Pożarnej. Sukcesy odnosi sekcja kolarska LZS „Azalia”.